# Pittsburgh CrosseFire
Pittsburgh CrosseFire – zawodowa drużyna lacrosse, która grała w National Lacrosse League. Drużyna miała swoją siedzibę w Pittsburghu w Stanach Zjednoczonych. Rozgrywała swoje mecze na Mellon Arena. Drużyna została założona w 2000 roku. Drużyna wcześniej nazywała się Baltimore Thunder. Po jednym sezonie drużyna znowu się przeprowadziła się i zmieniła nazwę na Washington Power, a obecnie występuje pod nazwą Colorado Mammoth.

## Osiągnięcia
- Champion’s Cup:-
- Mistrzostwo dywizji:-

## Wyniki
W-P Wygrane-Przegrane, Dom-Mecze w domu W-P, Wyjazd-Mecze na wyjeździe W-P, GZ-Gole zdobyte, GS-Gole stracone
| Sezon | W-P | Dom | Wyjazd | GZ  | GS  |
| ----- | --- | --- | ------ | --- | --- |
| 2000  | 6-6 | 4-2 | 2-4    | 184 | 164 |
| Razem | 6-6 | 4-2 | 2-4    | 184 | 164 |